# دويجندراناث طاغور
دويجندراناث طاغور، (11 مارس 1840 - 19 يناير 1926)، (بالإنجليزية: Dwijendranath Tagore)‏، شاعر وملحن أغاني وفيلسوف ورياضي ورسام هندي. كان من رواد الاختزال والتدوين في الخط البنغالي. وهو الابن الأكبر لديبندراناث طاغور والأخ الأكبر لروبندرونات طاغور.